# Stephen Afrifa
Stephen Afrifa-Kodua (ur. 19 lutego 2001 w Toronto) – kanadyjski piłkarz pochodzenia ghańskiego występujący na pozycji skrzydłowego, reprezentant Kanady, od 2023 roku zawodnik amerykańskiego Sporting Kansas City.